# Окршај код Луковске бање
Окршај код Луковске бање представља оружани инцидент мањег интензитета у октобру 2019. у околини места Луковска бања између албанских банди и регуларних снага безбедности Републике Србије који је резултирао одлучном реакцијом Србије а са циљем заштите суверенитета Републике Србије, јавних добара и цивилног становништва. Током ове интервенције редовна патрола која је вршила обилазак у копненој зони безбедности је, успела да овлада свим кључним комуникацијама и онемогући непријатеља да битно угрози поредак земље.

## Окршај
Током 2019. у околини места Куршумлија банде са Косова су вршиле нападе на имовину цивилног становништва, секле шуме и уништавале јавна добра, чиме је угрожавано цивилно становништво, полиција, мир и правни поредак Републике Србије уз очигледно постојање освајачких намера ових банди према централној Србији. Путни правац Подујево - Куршумлијска бања - Куршумлија је након рата био више пута блокиран.
10. октобра 2019. албански терористи извршили су оружани напад из ватреног оружја на патролу у селу Луковска бања. Ово је био први већи синхронизовани напад на снаге безбедности на југу Србије након 2014. године када је убијен жандарм Стеван Синђелић. 
Патрола је обављајући своје редовне активности обиласка административне линије затекла групу Албанаца у бесправној сечи шуме. Када су их опазили, Албанци су побегли на територију АП КиМ, и одатле пуцали из ватреног оружја на српске безбедњаке.
Српске снаге су и поред неповољне конфигурације терена показале висок степен професионализма, и успешно демонстрирале спремност за обављање и најтежих задатака. 
Шумокрадице са Косова и Метохије годинама пустоше шуме централне Србије, које су осим у државном  власништву Србија шумa, али и приватном власништву, а штете које при том чине мере се милионима евра. 
Осим бесправне сече шуме, првих година по доласку међународне заједнице на КиМ у селима дуж административне линије куршумлијске општине убијено је осморо лица, од којих су три припадника полиције.